# Udall (Kansas)
Udall é uma cidade localizada no estado americano de Kansas, no Condado de Cowley.

## Demografia
Segundo o censo americano de 2000, a sua população era de 794 habitantes.
Em 2006, foi estimada uma população de 763, um decréscimo de 31 (-3.9%).

## Geografia
De acordo com o United States Census Bureau tem uma área de
1,2 km², dos quais 1,2 km² cobertos por terra e 0,0 km² cobertos por água. Udall localiza-se a aproximadamente 389 m acima do nível do mar.

## Localidades na vizinhança
O diagrama seguinte representa as localidades num raio de 20 km ao redor de Udall.